# Chức Thánh

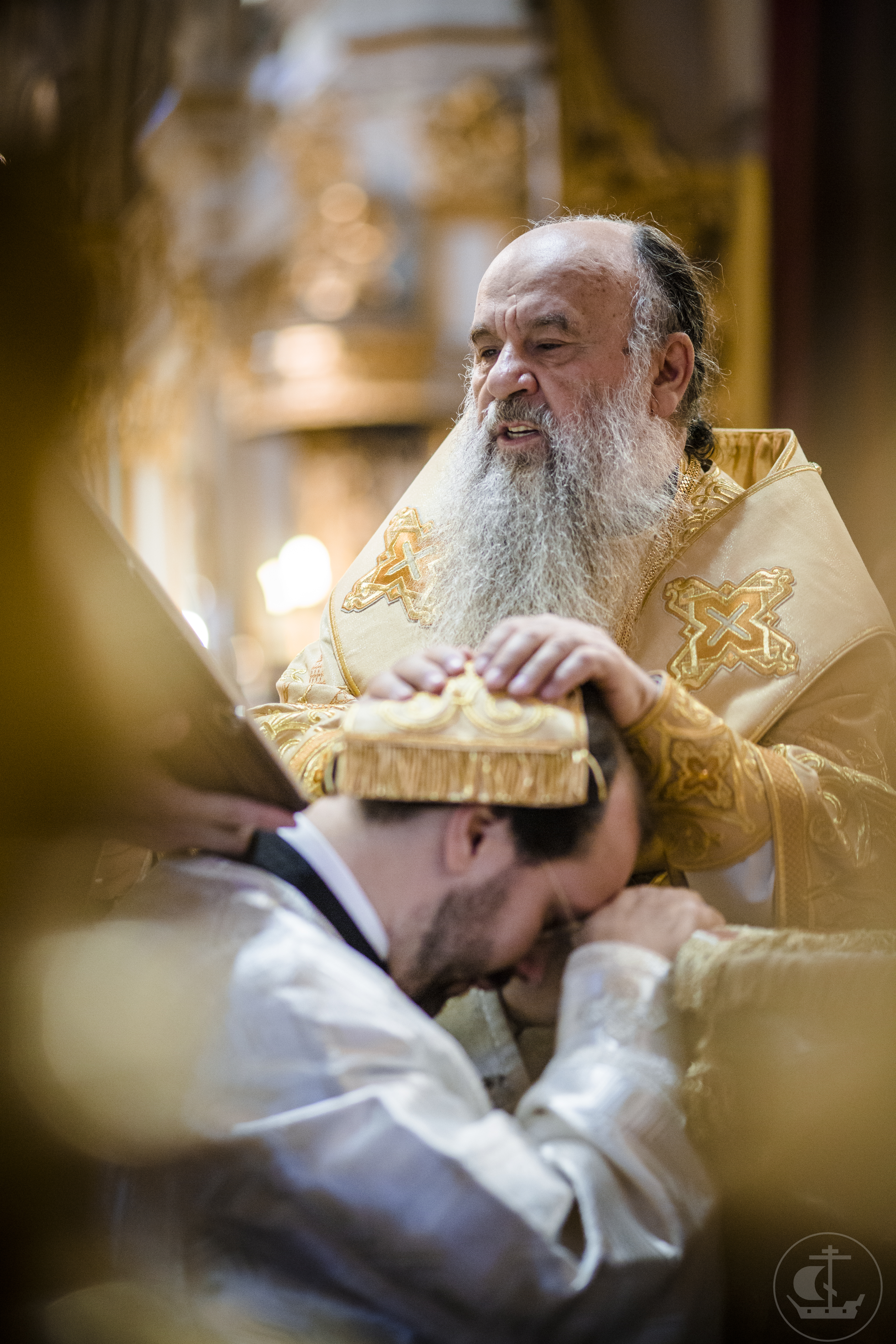
Митрополит Варсонофий (Судаков) рукополагает диакона Андрея Бондарева во пресвитера

Trong một số giáo hội Kitô giáo như Giáo hội Công giáo Rôma, Chính Thống giáo Đông Phương, Anh giáo, Giáo hội Luther..., Chức Thánh, đôi khi cũng gọi là Thánh Chức, là những chức sắc đã được thụ phong hay tấn phong qua nghi thức đặt tay và lời nguyện cung hiến. Ngoại trừ Giáo hội Luther và một vài cộng đồng tín hữu Anh giáo, phần lớn các giáo hội Kitô giáo khác coi việc đặt tay truyền Chức Thánh là một bí tích.
Trong Giáo hội Công giáo Rôma, chỉ có duy nhất một Chức Thánh. Nhưng được chia thành ba cấp bậc theo thứ tự từ nhỏ đến lớn gồm: phó tế, linh mục, giám mục; và nghi thức đặt tay truyền chức gọi là Bí tích Truyền Chức Thánh. Chức giám mục là Chức Thánh cao nhất và hoàn thiện nhất trong Giáo hội Công giáo và Chính Thống giáo. Mọi giám mục, kể cả giám mục có tước hồng y và ngay cả chính giáo hoàng cũng đều chia sẻ chung Chức Thánh này.
Cần phân biệt giữa Chức Thánh và Thánh nhân. Những người đã lãnh nhận Chức Thánh không có nghĩa là họ đã trở thành "Thánh".